# Журавлевский сельский округ
Журавлёвский се́льский окру́г (каз. Журавлев ауылдық округі) — административная единица в составе Буландынского района Акмолинской области Республики Казахстан.
Административный центр — село Журавлёвка.

## География
Административно-территориальное образование расположено в южной части района, граничит:
- на востоке с Аккольским районом,
- на юго-востоке, юге с Астраханским районом,
- на западе с Айнакольским и Новобратским сельскими округами,
- на севере с Амангельдинским и Капитоновским сельскими округами.

Сельский округ расположен на северных окраинах казахского мелкосопочника. Рельеф местности представляет собой в основном сплошную равнину с малыми возвышенностями.
Гидрографическая сеть представлена реками: Баксук (правый приток Колутона) — протекает около 35 км с северо-востока на юго-запад; Сухая речка (малый приток Баксука) — протекает около 12 км с востока. Имеются более 7 озёр, самые крупные из них — Талдыколь, Жарлыкколь, Барлыкколь, Моховое.
Климат холодно-умеренный, с хорошей влажностью. Среднегодовая температура воздуха положительная и составляет около +3,5 °C Среднемесячная температура воздуха в июле достигает +19,8 °C, в январе она составляет около −15,0 °C. Среднегодовое количество осадков составляет 425 мм.
Через территорию сельского округа проходят автодороги КС-1 (Жалтыр — Макинск) — с юга на север; КС-8 (Новый Колутон — Акколь — Азат — Сазды булак) — с запада на восток.

## История
В 1989 году существовал как — Журавлёвский сельсовет (сёла Журавлёвка, Воробьевка, Новодонецк, Ярославка).
В периоде 1991—1998 годов Журавлёвский сельсовет был преобразован в сельский округ.

## Население
| Численность населения | Численность населения | Численность населения | Численность населения | Численность населения |
| 1989                  | 1999                  | 2009                  | 2020                  | 2021                  |
| --------------------- | --------------------- | --------------------- | --------------------- | --------------------- |
| 3449                  | ↘2570                 | ↘1975                 | ↘1380                 | ↘1356                 |

Национальный состав
По данным отчёта акима сельского округа за 2021 год:
| Народ    | Численность, чел. | Доля от всего населения, % |
| -------- | ----------------- | -------------------------- |
| русские  | 876               | 64,60%                     |
| немцы    | 179               | 13,20%                     |
| украинцы | 110               | 8,11%                      |
| казахи   | 54                | 3,98%                      |
| другие   | 137               | 10,10%                     |
| всего    | 1 356             | 100,00%                    |

## Состав
| № | Населённый пункт | Тип населённого пункта       | Население, 1989 | Население, 1999 | Население, 2009 |
| - | ---------------- | ---------------------------- | --------------- | --------------- | --------------- |
| 1 | Воробьёвка       | село                         | 452             | 430             | 303             |
| 2 | Журавлёвка       | село, административный центр | 1 932           | 1 371           | 1 009           |
| 3 | Новодонецк       | село                         | 637             | 475             | 437             |
| 4 | Ярославка        | село                         | 428             | 294             | 226             |

## Экономика
Экономика сельского округа имеет сельскохозяйственную направленность. Из крупных сельскохозяйственных предприятий функционируют:
- ТОО «Журавлёвка-1»;
- ТОО «Новодонецк»;
- крестьянское хозяйство «Шынгызхан» и др.

Выходное поголовье скота сельских подворьях за отчетный период 2021 года составляет: поголовье КРС 1034 голов, из них:
- коров — 686 голов,
- овец — 465 голов,
- свиней — 830 голов,
- лошадей — 621 голов,
- птицы – 8 325 голов.

Сельхозформирования сельского округа ТОО и крестьянских хозяйств обеспечивают подворья сеном, соломой, зернофуражом.
В сельском округе функционирует 15 магазинов. АЗС «ГИЗ», хлебобулочные изделия завозятся из города Макинск частными предпринимателями Булатов и Шарипов.

## Инфраструктура
В сельском округе представлена сельской врачебной амбулаторией на центральной усадьбе, 3 медицинских пункта, 1 аптека, которая реализует медикаменты населению. Численность занятых медработников — 9 чел.
На территории сельского округа находятся 1 средняя школа, 2 основные с русским языком обучения. На данный момент обучаются 178 учащихся (19 подготовительные классы). Имеется 3 мини-центра при школах, с количеством детей более 50 человека.
В сельском округе функционируют две телефонные станции, в сёлах Журавлёвка и Новодонецк — 441 абонентов, сёла Воробьёвка и Ярославка телефонизированы через радиодоступ. В селе Журавлёвка работает отделение почтовой связи.
Функционируют 3 библиотеки, с книжным фондом 42 141 экземпляра: 
- Журавлёвка — 28 688,
- Воробьёвка — 7 652,
- Новодонецк — 5 800.

Сельский клуб имеется в селе Ярославка.

## Местное самоуправление
Аппарат акима Журавлёвского сельского округа — село Журавлёвка, улица Комсомольская, дом №3.
- Аким сельского округа — Гильгенберг Татьяна Ивановна[1].